# Liolaemus zabalai
Liolaemus zabalai — вид ігуаноподібних ящірок родини Liolaemidae. Ендемік Чилі. Описаний у 2015 році.

## Поширення і екологія
Liolaemus zabalai відомі з типової місцевості, розташованої в районі Лос-Баррос і Лаха-Лагуни в регіоні Біобіо, на висоті 1460 м над рівнем моря.